# تینگوول
تینگوول (به لاتین: Tingvoll) یک شهرستان نروژ در نروژ است که در مور او رومسدال واقع شده‌است.

## خصوصیات
تینگوول ۳۳۶٫۹۲ کیلومترمربع مساحت و ۳٬۱۱۶ نفر جمعیت دارد.